# ベンジャミン・ウォースリー
ベンジャミン・ウォースリー (Benjamin Worsley, 1618年 - 1673年)は、イギリス人の医師で実験科学者であり、アイルランド遠征軍の測量総監を務めた。ダブリンのトリニティ・カレッジで学んだとされるが、卒業したかどうかは定かではない。

## アイルランド遠征
アイルランドにおけるウォースリーの測量事業は、1652年8月12日に英国議会で制定された「アイルランドにおける土地資産処分法(en:Act for the Settlement of Ireland 1652」と1653年9月26日に制定された「アイルランドにおける土地償還法」を根拠に、アイルランド人の土地を収奪しイギリス人に再分配するために実施された。ウォースリーは1651年からクロムウェル軍の軍医となり、1653年8月から測量事業の主宰者として測量総監の任についた。しかし、ウォースリーの測量は土地の良否や土地保有者の確認がなされず、また土地面積もおおよその推定で計測されたに過ぎず、遠征に参加した兵士や投機者に土地を分配するには不備が多すぎるものであった。このため軍医総監ウィリアム・ペティの提案により、より細密で科学的な測量が実施されることになり、ウォースリーによる測量は1654年に中止されることになった。ただし、19世紀における測量の権威トーマス・ラーカムによれば、ウォースリーの測量はペティの測量には劣るものの当時の測量の水準を満たしており、ペティの主張するような「不十分かつ不条理」なものではなかったとされている。

## 化学者としての業績
ウォースリーは錬金術の著作があり、科学者ロバート・ボイルの友人で、1650年以降は錬金術師のジョージ・スタルキーと面識があった。そして、1640年代におけるロンドン理学協会（不可視の学院）の主要なメンバーの一人であった。ウォースリーとペティは両者とも不可視の学院に参加し、ボイルやサミュエル・ハートリブの友人であった。不可視の学院時代のペティはウォースリーを高く評価していたとされ、関係が険悪となったのはアイルランド時代になってからと考えられている。
不可視の学院はハートリッブやジョン・デューリーらを中心とするベーコン学徒の実験科学者たちのサークルで、1648年から1649年にかけてウォースリーは彼らを代表してドイツ人化学者ヨハン・ルドルフ・グラウバーを訪れている。ウォースリーの研究はポーランドの錬金術師センデイウオギウス(en:Michael Sendivogius)やClovis Hesteauらの理論に基づくものであった。また1646年3月に硝石の新しい製造法についての計画案をロンドン市参事会に提出し、1654年以降にDe nitro theses quaedamという論文を執筆し、ハートリッブが発行していた小冊子に掲載された。ヨハン・モリエンとヨハン・シベリウス・クフラーと共に、ウォースリーも元素変換の化学に取り組んだ。. 
おそらく宗教的には異端であったとされている。。